# Jean Vern
Jean Vern, né le 9 mars 1940 au Havre et mort le 13 décembre 1998 à Montivilliers, est un musicien et un dessinateur de bande dessinée français. L'essentiel de ses albums ont été scénarisés par Pierre Christin.

## Biographie
Jean Vern a étudié aux Arts Déco de Paris puis entame une carrière de saxophoniste dans les milieux du jazz, où il rencontre Pierre Christin, musicien amateur. Le style de Vern se rapproche du pop art.

## Œuvre

### Bande dessinée
- En douce, le bonheur, scénario de Pierre Christin, dessins de Jean Vern, Dargaud, coll. « Pilote », 1978  (ISBN 2-205-01286-X)

- Lob de la jungle, scénario de Jacques Lob, dessins de Jacques Lob, Jean Solé, Gotlib, Jean Vern, Florenci Clavé, Nikita Mandryka, Georges Pichard, Jean-Claude Forest, Pierre Guilmard, Alexis, Philippe Druillet, Annie Goetzinger et Ted Benoit, Les Humanoïdes Associés, coll. « Pied jaloux », 1980  (ISBN 2-7316-0023-3)
- La Maison du temps qui passe, scénario de Pierre Christin, dessins de Jean Vern, Dargaud, coll. « Portraits souvenirs », 1985  (ISBN 2-205-03037-X)
- Morts sous la Tamise, scénario de Pierre Christin, dessins de Jean Vern, Dargaud, 1993  (ISBN 2-205-03923-7)
- Le Mycologue et le caïman, scénario de Pierre Christin, dessins de Jean Vern, Dargaud, coll. « Portraits souvenirs », 1989  (ISBN 2-205-03604-1)
- Paris sera toujours Paris (?), scénario de Pierre Christin, dessins de Jean Vern, François Boucq, Jacques Tardi, Jean-Pierre Gibrat, Jean-Claude Mézières, Annie Goetzinger, Collilieux, Chantal Montellier, Carlos Giménez, Max Cabanes, Al Coutelis, Daniel Billon, Jean-Pierre Andrevon, Enki Bilal, Pierre  Wininger, Kelek, Patrick Lesueur, Jean-Claude Claeys et Picotto, Dargaud, coll. « Pilote », 1981  (ISBN 2-205-01914-7)
- Sixties Nostalgia, scénario de Pierre Christin, dessins de Jean Vern, Dargaud, coll. « Pilote », 1983  (ISBN 2-205-02522-8)